# Lenny Krayzelburg
Lenny Krayzelburg (* 28. September 1975 in Odessa, Ukraine) ist ein erfolgreicher US-amerikanischer Schwimmer und vierfacher Olympiasieger.

## Karriere
Lenny Krayzelburg wurde als Leonid Krayzelburg (Russisch: Леонид Крайзельбург) in Odessa (damals Sowjetunion, heute Ukraine) geboren und wanderte mit seinen jüdischen Eltern 1989 in die Vereinigten Staaten nach Los Angeles aus.
Bei den Olympischen Spielen in Sydney 2000 holte er drei Goldmedaillen:
- über 100 m Rücken in 53,72 s (OR)
- über 200 m Rücken in 1:56,76 min (OR)
- in der 4 × 100-m-Lagenstaffel in 3:33,73 min (WR) mit Ed Moses, Ian Crocker, Gary Hall junior

Bei den Olympischen Sommerspielen 2004 in Athen erreichte er den 4. Platz über 100 m Rücken in 54,38 s.
- in der 4 × 100-m-Lagenstaffel erhielt er eine weitere Goldmedaille (Start im Vorlauf)

Des Weiteren holte er 2 × Gold und 1 × Silber bei den Weltmeisterschaften in Perth (1998), 1 × Gold und 1 × Silber bei den Weltmeisterschaften in Athen (2000), sowie 3 × Gold bei den Pan Pacific Schwimmmeisterschaften in Fukuoka (1997) und 3 × Gold bei den Pan Pacific Schwimmmeisterschaften in Sydney (1999). Bei der Makkabiade 2001 in Israel holte er sich Gold über 100 m Rücken und 4 × 100 m Lagen.
1997–2000 wurde er zum amerikanischen Schwimmer des Jahres gewählt.